# Mécanisme de Roberts

Lien Roberts

Le mécanisme de Roberts convertit un mouvement de rotation en mouvement linéaire approximatif. 
Le mécanisme a été conçu par Richard Roberts (1789–1864). [réf. nécessaire]
Le mécanisme de Roberts peut être classé comme : 
- Mécanisme balancier-balancier de Grashof [1]
- Tringlerie symétrique à quatre barres [2]
- Mécanismes à sortie quasi rectiligne[3]